# Cap Ortegal (Schiff, 1904)
Die Cap Ortegal der Hamburg-Südamerikanischen Dampfschifffahrts-Gesellschaft (HSDG) kam als fünfter Cap-Dampfer der Hamburger Reederei 1904 für die Express-Linie nach Buenos Aires in Dienst.
Das bei Blohm & Voss gebaute Schiff wurde nach Auslieferung 1919 an Frankreich abgegeben und ab 1922 von der Messageries Maritimes als Chambord auf den Postlinien nach Französisch-Indochina und nach Madagaskar eingesetzt.

1932 wurde das Schiff in Frankreich abgewrackt.

## Bau- und Einsatzgeschichte
Die Cap Ortegal bildete mit ihrem einen Monat früher von der Reiherstiegwerft fertiggestellten Schwesterschiff Cap Blanco die zweite Gruppe der Cap-Dampfer der Hamburg-Süd. Die beiden neuen Schiffe hatten einen viel größeren und über die Gesamtlänge höheren Aufbau, der die zweimastigen Schiffe mit ihrem gelben Schornstein eindeutig als Passagierschiffe auswies. Gegenüber der Cap Verde und den beiden anderen Cap-Dampfern der ersten Serie waren die Neubauten fast 10 m länger und waren die ersten Hamburg-Süd-Seeschiffe mit einem Doppelschraubenantrieb. Sie waren auch die ersten Schiffe der Reederei mit drei Passagierklassen. Die Dienstgeschwindigkeit dieser Schiffe war aber nur geringfügig auf 13 kn gesteigert worden. Allerdings erreichte die Cap Ortegal auf einer Probefahrt 15,2 kn.
Die Cap Ortegal lief am 30. Dezember 1903 unter der Baunummer 169 bei Blohm & Voss vom Stapel und wurde am 19. April 1904 abgeliefert. Benannt war das Schiff nach dem Cabo Ortegal im Nord-Westen Spaniens.
 Sie konnte 164 Fahrgäste in der I.Klasse, 96 in der II. Klasse und 338 in der dritten Klasse aufnehmen.
Am 6. Mai 1904 trat die 7819 BRT große Cap Ortegal ihre Jungfernreise nach Buenos Aires an, die ihr Schwesterschiff schon einen Monat früher angetreten hatte. Bis 1914 verblieb sie in diesem Dienst, der ab 1901 als Gemeinschaftsdienst mit der Hamburg-Amerikanischen Packetfahrt-Actien-Gesellschaft (Hapag) betrieben wurde. 1906 kam dann mit der 9467 BRT-großen Cap Vilano und ihren drei Schwesterschiffen, von denen zwei von der Hapag gestellt wurden, nochmals größere Schiffe in den Dienst zum La Plata. Und ab 1911 kam mit der Cap Finisterre der erste deutsche Schnelldampfer in den Südamerika-Dienst. Am 30. November 1912 konnte die Cap Ortegal in der Biskaya die Besatzungsmitglieder und die drei Passagiere des untergehenden britischen Frachters Barcelona (1882, 2232 BRT) retten.

Als 1914 die Staaten sich in den Ersten Weltkrieg verwickelten, plante die Hapag im Kampf gegen den Norddeutschen Lloyd, diesen aus seinen subventionierten Postlinien nach Ostasien und Australien zu verdrängen und wollte dazu der Hamburg-Süd die Cap Ortegal und Cap Blanco abkaufen, um sie als Prinz Wilhelm bzw. Prinz Hubertus in seinem neuen Ostasien-Dienst einzusetzen.
Beim Kriegsausbruch 1914 lief die Cap Ortegal jedoch Teneriffa an und verblieb dort bis zum Kriegsende. Eine Übergabe des Schiffes fand nicht statt, sondern es wurde im Mai 1919 an Frankreich ausgeliefert, da die Kapitulationsbedingungen über die Ablieferungen der deutschen Seeschiffe auch für die Schiffe galten, die sich in neutralen Häfen befanden.

### Nachkriegsschicksal
Im  Mai 1919 wurde  die Cap Ortegal gemäß den Kapitulationsbedingungen an Frankreich ausgeliefert. Die französische Regierung stellte sie der Reederei Chargeurs Réunis zur Verfügung, die sie 1920 zu Transporten nach Westafrika nutzte.

Dann erwarb die Messageries Maritimes das Schiff, die die Passagiereinrichtung umbauen ließ und es in Chambord umbenannte. Es bot dann Platz für 72 Fahrgäste in der I.Klasse, 108 in der II. Klasse und 42 in der III. Klasse. Dazu bestand die Möglichkeit 488 Zwischendeckspassagiere (Soldaten, Arbeiter) zu transportieren. Am 19. Mai 1922 lief die Chambord zu ihrer ersten Reise auf der Postlinie nach Französisch-Indochina aus. Neben dieser Linie wurde sie auch nach Madagaskar und den anderen französischen Besitzungen im Indischen Ozean eingesetzt.

1932 wurde die ehemalige Cap Ortegal dann in La Seyne abgebrochen.
| Schicksal des Schwesterschiffs | Schicksal des Schwesterschiffs | Schicksal des Schwesterschiffs | Schicksal des Schwesterschiffs | Schicksal des Schwesterschiffs | Schicksal des Schwesterschiffs                                                                                                  |
| ------------------------------ | ------------------------------ | ------------------------------ | ------------------------------ | ------------------------------ | --- |
| Name                           | Bauwerft                       | BRT                            | Stapellauf                     | in Dienst                      | weiteres Schicksal |
| Cap Blanco                     | Reiherstieg BauNr. 412         | 7523                           | 28.11.1903                     | 26.03.1904                     | 2. April 1919 an Großbritannien ausgeliefert, am 23. November 1919 in London ausgebrannt, das Wrack 1923 in Hamburg abgebrochen |

#### Erneute Verwendung des Namens
Am 9. April 1956 erhielt die Hamburg-Süd wieder eine Cap Ortegal von der Hamburger Howaldtswerken. Sie gehörte zur zweiten Baureihe von Cap-Motorschiffen mit Ladekühlraum für Früchte, Fleisch und anderes Kühlgut und wurden im Schnelldienst über Rio de Janeiro und Santos bis zum La Plata eingesetzt. Ihre Schwesterschiffe Cap Roca, Cap Verde und Cap Finisterre führten ebenfalls Namen von Cap-Dampfern der Zeit vor dem Ersten Weltkrieg. Das weiß gestrichene 154 m  lange, 8980  BRT große Schiff bot Platz für zwölf Passagiere und wurde von einem  8-Zyl.-Borsig-MAN-Zweitaktdiesel von 7200 PS angetrieben, der eine Dienstgeschwindigkeit von 17 kn  ermöglichte.

Im April 1969 wurde die zweite Cap Ortegal als erstes Schiff der Serie nach Griechenland (unter liberianischer Flagge) verkauft und 1987 in Pakistan abgebrochen.